# CN Волос Вероники
CN Волос Вероники (лат. CN Comae Berenices) — двойная затменная переменная звезда типа Беты Лиры (EB) в созвездии Волос Вероники на расстоянии приблизительно 955 световых лет (около 293 парсек) от Солнца. Видимая звёздная величина звезды — от +14m до +13,3m. Орбитальный период — около 0,7354 суток (17,651 часа).

## Характеристики
Первый компонент — жёлтый карлик, эруптивная переменная звезда типа RS Гончих Псов (RS)* спектрального класса G. Радиус — около 1,01 солнечного, светимость — около 0,76 солнечной. Эффективная температура — около 5071 K.
Второй компонент — жёлтый карлик спектрального класса G.